# Louis Blanchenay
Louis Blanchenay (* 2. Mai 1801 in Vevey; † 30. Oktober 1881 ebenda) war ein Schweizer Politiker. Von 1848 bis 1860 gehörte er dem Nationalrat an, von 1839 bis 1861 war er Staatsrat des Kantons Waadt.

## Biografie
Der Sohn des Politikers Antoine Blanchenay erhielt seine schulische Bildung in Vevey und studierte danach Philosophie an der Akademie in Genf. Ab 1828 war er als Appellationsrichter tätig, von 1837 bis 1839 als Forstinspektor. Im Militär erreichte er 1838 den Rang eines Oberstleutnants der Infanterie. Blanchenay gehörte dem linken Flügel der im Entstehen begriffenen radikalliberalen Partei an. 1839 wurde er in den Waadtländer Grossen Rat gewählt, der ihn anschliessend sogleich in den Staatsrat wählte. Von 1840 bis 1845 war er ausserdem Präsident der Salinen von Bex.
Die gemässigten Liberalen, die damals über die Mehrheit in der Kantonsregierung verfügten, traten für eine strikte Wahrung der kantonalen Souveränität ein. Sie weigerten sich deshalb, Partei zu ergreifen, als im Kanton Luzern die Jesuiten an höhere Bildungsanstalten berufen wurden. Die von Henri Druey angeführten Radikalen fanden sich mit dieser zögerlichen Haltung nicht ab. Im Februar 1845 kam es zu einer Revolution, an der sich Blanchenay (er galt als Drueys Stellvertreter und rechte Hand) aktiv beteiligte. In der Folge wurde eine neue Kantonsverfassung erarbeitet, mit der ein Ausbau der Volksrechte verbunden war. Blanchenay gehörte weiterhin dem Staatsrat an und leitete, wie es damals üblich war, abwechslungsweise alle Departemente. Er setzte sich für Steuerprogression und staatliche Interventionen beim Eisenbahnbau ein. 1845 gehörte er zu den Mitgründern der Waadtländer Kantonalbank.
Im Oktober 1848 kandidierte Blanchenay bei den ersten Nationalratswahlen und wurde im Wahlkreis Waadt-Ost gewählt. Dreimal in Folge gelang ihm die Wiederwahl, im Nationalrat trat er besonders in Fragen des Eisenbahnbaus in Erscheinung. 1860 stellte er sich nicht mehr der Wiederwahl. Ein Jahr später trat er auch als Staatsrat zurück, da die ländliche Bevölkerung den Radikalliberalen zunehmend feindlich gesinnt war. Blanchenay zog sich aus der Politik zurück und übernahm bis 1873 die Leitung der Zollabteilung in Lausanne.